# Yichang
Yichang, tidigare känt som Ichang och Itschang, är en stad på prefekturnivå i provinsen Hubei i centrala Kina. Den ligger omkring 300 kilometer väster om provinshuvudstaden Wuhan. Yichang är den tredje största staden i provinsen, och De tre ravinernas damm är belägen inom stadens gränser. 
Befolkningen i själva staden uppgick (2010) till 1 411 380, men hela storstadsområdet har 4 miljoner invånare. Yichang har många invånare som tillhör minoritetsgruppen tujia.
Yichang är vänort till Söderhamn i Sverige.

## Historia
Under antik tid låg Yichang i gränsen mellan kulturerna knutna till staten Ba i väster (för det mesta i den senare provinsen Sichuan) och staten Chu i öster.
Staden blev fördragshamn 1877 enligt ett fördrag med Storbritannien och var länge ändpunkt för ångbåtstrafiken på Yangtzefloden. Numera finns en stor sluss som kan ta fartyg vidare på floden.

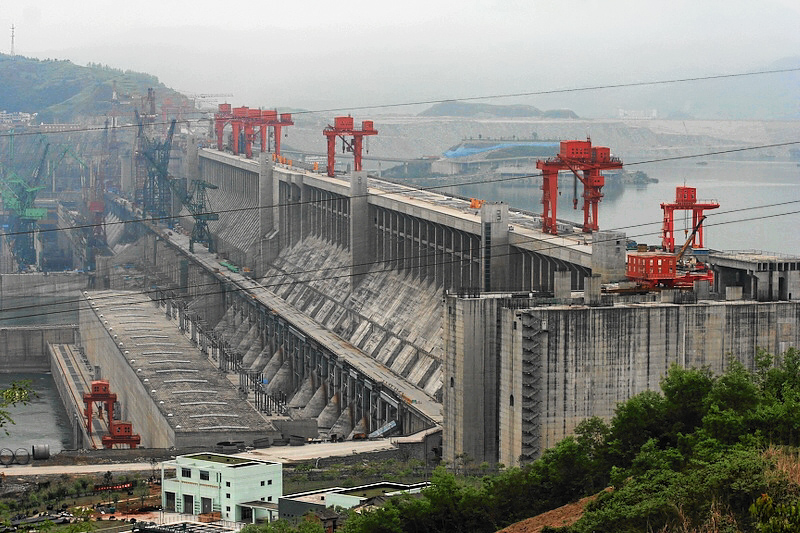
De tre ravinernas damm ligger inom Yichangs stadsprefektur.

## De tre ravinernas Universitet
2002 fick Yichang ett stort universitet, De tre ravinernas universitet. Det är resultatet av att Universitetet för hydraulik och elektroteknik och Hubei tre raviners universitet slogs ihop. Det är det största (2010) universitetet i Hubeiprovinsen utanför proivinshuvudstaden Wuhan, med över 20.400 studenter. Inrättandet av universitetet hänger samman med De tre ravinernas damm, som vid den tiden var under uppbyggnad i Yichang.

## Administrativ indelning
Prefekturen Yichang är indelad i fem stadsdistrikt, tre härad, två autonoma härad och tre städer på häradsnivå:
- Stadsdistriktet Xiling (西陵区), 90 km², 400 000 invånare, säte för stadsfullmäktige;
- Stadsdistriktet Wujiagang (伍家岗区), 69 km², 140 000 invånare;
- Stadsdistriktet Dianjun (点军区), 546 km², 100 000 invånare;
- Stadsdistriktet Xiaoting (猇亭区), 118 km², 50 000 invånare;
- Stadsdistriktet Yiling (夷陵区), 3 424 km², 520 000 invånare;
- Häradet Yuan'an (远安县), 1 752 km², 200 000 invånare;
- Häradet Xingshan (兴山县), 2 327 km², 190 000 invånare;
- Häradet Zigui (秭归县), 2 427 km², 390 000 invånare;
- Tujia-folkets autonoma härad Changyang (长阳土家族自治县), 3 430 km², 410 000 invånare;
- Tujia-folkets autonoma härad Wufeng (五峰土家族自治县), 2 072 km², 210 000 invånare;
- Staden Zhijiang (枝江市), 1 310 km², 510 000 invånare;
- Staden Yidu (宜都市), 1 357 km², 390 000 invånare;
- Staden Dangyang (当阳市), 2 159 km², 480 000 invånare.

## Klimat
Genomsnittlig årsnederbörd är 1 331 millimeter. Den regnigaste månaden är maj, med i genomsnitt 206 mm nederbörd, och den torraste är december, med 14 mm nederbörd.